# Tibouchina mutabilis
O manacá-da-serra (Tibouchina mutabilis) é uma árvore pioneira da Mata Atlântica brasileira, muito característica da encosta úmida da Serra do Mar e da floresta ombrófila densa da encosta atlântica dos estados do Paraná, Rio de Janeiro, Santa Catarina e São Paulo. Ocorre quase exclusivamente em matas secundárias, onde chega a ser a espécie dominante. É encontrada também em restingas em todo o litoral de São Paulo, e na floresta ombrófila de sudeste do mesmo estado.

## Etimologia
O nome da espécie desta Tibouchina, mutabilis, vem do latim e significa mutável, escolhido pelo fato de suas flores mudarem de cor. Outra planta muito popular com a rara condição é a Rosa-louca, um Hibiscus que também foi nomeado como mutabilis.  
No Brasil, a planta é conhecida popularmente como Manacá da Serra. A primeira palavra tem origem tupi e significa linda flor.  
Já o "da Serra", vem de Serra do Mar, o local no país onde a espécie tem maior ocorrência. Outros nomes conhecidos são: Cuipeúna, Jacatirão, Flor-de-maio, Flor-de-quaresma, Pau-de-flor.

## Características

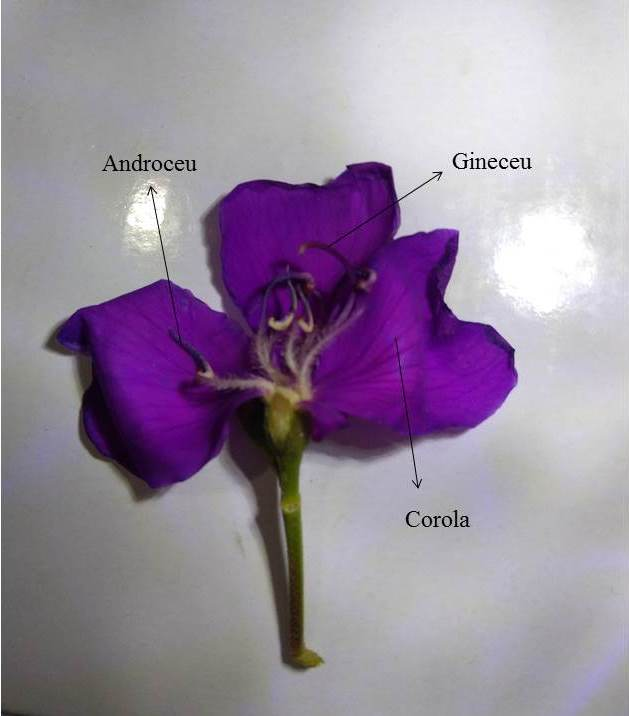
Corte longitudinal da flor mostrando os verticilos presentes.

Pode atingir até 12 metros de altura e o diâmetro de seu tronco, 30 centímetros. Suas folhas são rijas, lanceoladas, pilosas, verde-escuras e com nervuras longitudinais paralelas.
A sua copa apresenta flores que mudam de coloração: nascem brancas, depois ficam com tonalidades de lilás-claro e por fim lilás-escuro, mas dependendo da luminosidade podem parecer rosas. Costuma florir entre os meses de novembro e fevereiro; a frutificação costuma a ocorrer em fevereiro-março.
As flores são diclamídeas (com cálice e corola). O cálice é pentâmero (dialissépalo), a corola é pentâmera (dialipétala), com simetria actinomorfa. São flores hermafroditas, possuem o dobro de estames em relação ao número de pétalas, por isso são diplostêmones. Os estames são heterodínamos e possuem anteras falciformes.  
O fruto é pequeno do tipo cápsula e se abre espontaneamente liberando centenas de minúsculas sementes com dispersão anemocórica. Elas precisam entre 10 e 20 dias para germinarem. 
Sua madeira é usada para a construção civil, porém não possui uma boa qualidade. 

## Paisagismo
Inicialmente cultivada como planta ornamental nas regiões sul (Paraná e Santa Catarina) e sudeste (Rio de Janeiro e São Paulo) onde tem ocorrência natural, rapidamente tornou-se popular no paisagismo em todo o Brasil. Por suas características, sempre aparece em listas de árvores recomendadas para áreas urbanas, pois suas raízes não são agressivas e não destroem calçadas e muros, além de seu porte pequeno ou médio não afetarem as redes elétricas.
É uma árvore muito popular também  na Austrália.